# Erythrodiplax atroterminata
Erythrodiplax atroterminata is een libellensoort uit de familie van de korenbouten (Libellulidae), onderorde echte libellen (Anisoptera).
De wetenschappelijke naam Erythrodiplax atroterminata is voor het eerst geldig gepubliceerd in 1911 door Ris.